# Paphiopedilum gratrixianum
Paphiopedilum gratrixianum é uma espécie de orquídea (Orchidaceae) do Sudeste Asiático.